# Skały głębinowe
Skały głębinowe (inaczej skały plutoniczne) – skały magmowe, których stygnięcie i krystalizacja odbywały się na dużych głębokościach. Ponieważ proces ten zachodzi powoli, powstałe w jego wyniku kryształki są wykształcone i dobrze widoczne – struktura jawnokrystaliczna (często średnioziarnista (średniokrystaliczna) lub gruboziarnista (grubokrystaliczna)).
Przykładami skał głębinowych są: gabro, noryt, tonalit, anortozyt, labradoryt, dioryt, granodioryt, sjenit, granit.
Krystalizacja minerałów przebiega według określonej kolejności. Kolejno krystalizujące minerały tworzą tzw. szeregi reakcyjne Bowena.